# Convergence: A League of Legends Story
Convergence: A League of Legends Story (também estilizado como CONV/RGENCE) é um jogo spin-off de League of Legends, desenvolvido pela Double Stallion e publicado pela Riot Forge, braço da Riot Games voltado para parcerias com outros estúdios. O jogo foi anunciado em 12 de dezembro de 2019 durante o The Game Awards. O jogo foi lançado no dia 23 de maio de 2023 para Microsoft Windows, Xbox One, Xbox Series X/S, Nintendo Switch, PlayStation 4 e PlayStation 5.

## Sinopse
A história do jogo acontece no distrito subterrâneo de Zaun, onde o protagonista Ekko utiliza da sua habilidade de voltar no tempo para mudar o curso dos acontecimentos.